# 拓跋木弥
拓跋木弥（?—?），拓跋党项在隋朝时的首领，西夏的先祖。
本是吐谷浑裨王，因为吐谷浑可汗夸吕年老昏庸，太子大臣都背叛他归附隋朝。开皇八年（588年），拓跋木弥请求率领所属部落一千余家降附隋朝。隋文帝为了表明自己不鼓励背叛行为，对归附部落慰勉安抚，听其自然，不出兵接应。